# Gavriil Munteanu
Gavriil Munteanu (n. februarie 1812, Vingard, comitatul Alba de Jos, Imperiul Austriac – d. 29 decembrie, 1869, Brașov, Austro-Ungaria) a fost un cărturar și traducător român, profesor, apoi director al Școalelor centrale greco-ortodoxe române din Brașov, și unul din membrii fondatori ai Academiei Române.

## Biografie
Gavriil Munteanu s-a născut la Vingard, comitatul Alba de Jos, Imperiul Austriac  în februarie 1812.
A urmat liceul la Alba Iulia, apoi a făcut studii de filozofie și drept la Universitatea din Cluj.
Din 1835 Gavriil Munteanu a fost întâi prefect de studii la internatul școlii „Sfântul Sava” din București și apoi profesor la Seminariile din Buzău și Râmnicu Sărat între anii 1836-1848. Cunoscător al limbilor latină, germană și franceză, el a predat mai multe materii școlare, printre care geografia, istoria și gramatica limbii române. În această perioadă el a tradus diverse opere, printre ele numărându-se Suferințele tânărului Werther de Goethe și a elaborat primul său curs de gramatică a limbii române.
În anul 1839 el a înființat, împreună cu Dionisie Romano, directorul seminarului din Buzău, gazeta Vestitorul Bisericesc (1839-1840), în care a publicat mai multe meditații religioase în proză (traduse după o ediție franceză a operei lui Heinrich Zschokke „Stunden Der Andacht zur Beförderung wahren Christenthums und häuslicher Gottesverehrung”) pe care le-a reeditat și în volumele sale de „Meditații religioase”.
Revenit în anul 1849 în Transilvania, Gavriil Munteanu s-a stabilit la Brașov, unde, la insistențele lui George Barițiu, a ocupat din anul 1850 postul de profesor la prima clasă a noului înființat gimnaziu greco-ortodox, inaugurat la 1 noiembrie 1850 în șase încăperi închiriate în „casele Băcanului” (sediul Băncii „Albina” de mai târziu). Gavriil Munteanu a devenit și primul director al gimnaziului, funcție pe care a exercitat-o până la sfârșitul vieții sale. Aici el s-a remarcat prin buna organizare a activității didactice, fiind preocupat de achiziționarea mijloacelor de învățământ necesare și de dotarea bibliotecilor.
Gavriil Munteanu a fost membru al Asociației Transilvane pentru Literatura Română și Cultura Poporului Român (ASTRA), al Societății de Științe Naturale din Bratislava etc. În anul 1867 a fost numit membru al Academiei Române.
A murit la Brașov pe 17/29 decembrie 1869 de apoplexie și a fost înmormântat în cimitirul Bisericii Sfântul Nicolae din Șcheii Brașovului la data de 20 decembrie/1 ianuarie 1870.

## Opera
În perioada în care a fost director al gimnaziului din Brașov, Gavriil Munteanu a înființat Programele gimnaziului (I-VIII) în care a publicat lucrări precum:
- „Întemeierea gimnaziului român de lege orientală din Brașov” (1855)
- „Încercarea de a stabili un principiu pentru ortografia română” (1860)
- „Purismul din limba română” (1862)
- „Gimnaziul, scopul final și mediile sale” (1864)
- „Studiul limbei materne în gimnaziu” (1865).

De asemenea, el a fost un autor prolific de manuale școlare:
- „Manual de geografie în două cursuri pentru gimnaziu și școale reale mici” (traducere după J. Bellinger - 1854)
- „Carte de lectură românească pentru clasele gimnaziale inferioare și reale” (1857)
- „Gramatica română pentru clasele gimnaziale inferioare”, Partea etimologică (1860)
- „Gramatica română pentru clasele gimnaziale inferioare”, Partea sintactică (1861)
- „Gramatica latină pentru clasele I. și II. gimnasiale inferioare” (1863)

Gavriil Munteanu a tradus și a comentat unele opere clasice ale scriitorilor latini Tacitus: „Din scripturile lui Tacitus” (1864), Horatius: „Odele și epodele” (1867), Suetonius: „Viața a XII imperatori” (1867), precum și „Urmarea lui Hristos”, de Thomas a Kempis (1845, cu numeroase reeditări) și „Suferințele tânărului Werther” de Goethe (1842).
Împreună cu George Barițiu a întocmit un dicționar german-român (1853-1854).
A colaborat la Gazeta de Transilvania, Foaie pentru minte, inimă și literatură, Muzeul Național, Cantora de avis, Vestitorul bisericesc, Telegraful Român.